# Lamprothyrsus
Lamprothyrsus Pilg. é um género botânico pertencente à família Poaceae.